# علم النفس الإرشادي

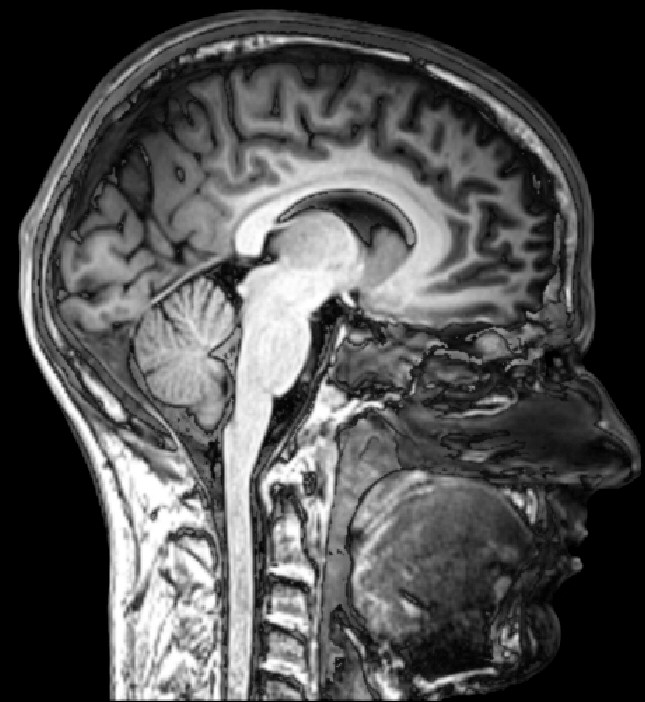
صورة الرنين المغناطيسي للدماغ.

علم النفس الإرشادي (بالإنجليزية: Counseling psychology)‏ هو تخصص نفسي يتضمن الأبحاث النظرية والعملية في مجالات متعددة: كعملية الاستشارة النفسية، والإشراف والتدريب، والتطوير والاستشارة المهنية، والوقاية والصحة.
تركز بعض الموضوعات الموحَّدة بين علماء النفس الاستشاريين على نقاط الضعف والقوة، والتفاعلات بين الفرد وبيئته والتطوير التعليمي والمهني، كما تركز على خصائص الشخصية السليمة.

## التاريخ
«الاستشارة» مصطلح ذو أصل أمريكي، ولقد ظهر علم النفس الاستشاري، في الولايات المتحدة، كغيره من الاختصاصات النفسية الحديثة، كنتيجة للحرب العالمية الثانية، وخلال هذه الحرب كان الجيش الأمريكي بحاجة ماسة إلى التنسيب والتدريب المهني، لقد أنشأت إدارة المحاربين القدامى اختصاصا يسمى «علم نفس الاستشارة» في الأربعينات والخمسينات من القرن الحالي، كما تشكل القطاع17 (المعروف الآن باسم جمعية علم النفس الاستشاري) لجمعية علم النفس الأميركية، حيث وحّدت جمعية علم النفس الاستشاري علماء النفس والاختصاصيين النفسيين الذين يكرسون جهودهم لتعزيز التعليم والتدريب والممارسة والبحث العلمي والتنوع والاهتمام العام في مجال علم النفس الاختصاصي،  وبذلك تم تعزيز الاهتمام بتدريب الاستشاريين النفسيين، كما تم إنشاء أولى برامج الدكتوراه في علم النفس الإرشادي، وأوائل برامج الدكتوراه في علم النفس الإرشادي كانت في جامعة مينيسوتا، وجامعة ولاية أوهايو، وجامعة ميريلاند، وكوليدج بارك، وجامعة ميسوري كلية المعلمين، وجامعة كولومبيا، وجامعة تكساس في أوستن. توسع علم النفس الاستشاري كمهنة في العقود الأخيرة وهو الآن موجود في العديد من البلدان حول العالم وأصبح هنالك مجموعة من الكتب التي تصف الحالة العالمية الراهنة للحقل النفسي والتي تتضمن كتيب المشورة والعلاج النفسي في سياق دولي ، الدليل الدولي للاستشارات عبر الثقافات ، والاستشارة حول العالم: دليل دولي، تتبين هذه المجلدات مجتمعة التاريخ العالمي للحقل النفسي، وتستكشف الافتراضات الفلسفية المختلفة، ونظريات الاستشارة النفسية، وعملياتها، واتجاهاتها في مختلف البلدان، وتستعرض مجموعة متنوعة من برامج عالمية لتعليم الاستشاريين، وبالرغم من ذلك، تبقى طرق العلاج والشفاء التقليدية والأصلية التي قد سبقت أساليب الاستشارة الحديثة بمئات السنين، ذات أهمية في العديد من الدول الغربية وغير الغربية.

## عملية الاستشارة والنتائج
يهتم علماء النفس الاستشاريون بالرد على مجموعة متنوعة من الأسئلة البحثية حول عملية الاستشارة ونتائجها، وفي حين أن عملية الاستشارة تدل على كيفية وأسباب حدوث العملية الاستشارية وتطورها، تتناول نتائج الاستشارة ما إذا كان تقديم المشورة فعالاً أم لا، وتحت أي ظروف يكون فعالاً، وما هي النتائج التي تعتبر فعالة - مثل الحد من الأعراض، أو تغيير السلوك، أو تحسين نوعية الحياة- ومن ضمن الموضوعات التي يتم بحثها في دراسة عملية الاستشارة والنتائج: متغيرات المعالج، ومتغيرات العميل، والمشورة أو العلاقة العلاجية، والمتغيرات الثقافية، وقياس العمليات والنتائج، وآليات التغيير، وأساليب بحوث العمليات والنتائج، لقد ظهرت المناهج الكلاسيكية في مجال علم النفس الإنساني في وقت مبكر في الولايات المتحدة على يد كارل روجرز الذي حدد مهمة المقابلة الاستشارية بأنها «السماح بالتعبير الأعمق الذي يسمح به العميل عادة لنفسه» 

### متغيرات المعالج
تتضمن متغيرات المعالج صفات الاستشاري أو المعالج النفسي ومسلكه، وكذلك التقنيات التي يستخدمها وتوجهه العلاجي والتدريب الذي تلقاه، ولقد وجدت الأبحاث أن الالتزام بنموذج معين من العلاج يمكن أن يكون مفيدًا أو ضارًا أو محايدًا من حيث تأثيره على النتيجة.

### متغيرات العميل
لقد تبين أن خصائص العميل كموقفه من طلب المساعدة وأساليب التعلق الخاصة به وتوقعاته ونتائج العملية الاستشارية، تحدد مدى استخدام العميل للاستشارة، كما يمكن أن تمنع وصمة المرض النفسي الناس من الاعتراف بالمشكلات وطلب المساعدة، وقد تبين أن الوصمة العامة مرتبطة بالوصمة الذاتية، والمواقف تجاه الاستشارة، والرغبة في طلب المساعدة.

### العلاقة العلاجية
المقال الرئيسي: العلاقة العلاجية
العلاقة بين الاستشاري والعميل هي مجموعة المشاعر، والمواقف التي يحملها كل من العميل والمعالج تجاه بعضهما البعض، والطريقة التي يتم بها التعبير عن هذه المشاعر والمواقف، وتقترح بعض النظريات أنه يمكن التفكير في العلاقة من خلال ثلاثة أجزاء: الانتقال والانتقال المقابل، وتحالف العمل، والعلاقة الحقيقية،  ويجادل منظّرون آخرون بأن مفاهيم الانتقال والانتقال المقابل قديمة وغير كافية.
يمكن وصف الانتقال بأنه تصورات العميل المشوهة عن المعالج والذي يمكن أن يكون لها تأثير كبير على العلاقة العلاجية، على سبيل المثال، قد يكون للطبيب المعالج ميزة الوجه التي تذكر العميل بأحد الوالدين، وبسبب هذا الارتباط، في حال كان لدى العميل مشاعر سلبية أو إيجابية كبيرة تجاه الوالدين، قد يعكس العميل مشاعره على المعالج، ويؤثر هذا بالتالي على العلاقة العلاجية بعدة طرق. فمثلا، إذا كان لدى العميل رابطة قوية جدًا مع والديه، فقد يرى المعالج كأحد الأبوين ويكون له علاقة قوية مع المعالج، مما قد يشكل مشكلة، حيث أنه ليس من الأخلاقي أن يكون للمعالج أكثر من علاقة احترافية بالعميل، ويمكن أن يكون أمرًا جيدًا، فقد ينفتح العميل بشكل كبير على المعالج، وعلى العكس، في حال كان لدى العميل علاقة سلبية للغاية مع الوالدين، قد يشعر العميل بمشاعر سلبية تجاه المعالج، ويمكن أن يؤثر هذا على العلاقة العلاجية أيضًا، على سبيل المثال، قد يواجه العميل مشكلة في الانفتاح على المعالج لأنه يفتقر إلى الثقة في والده (عكس هذه المشاعر بعدم الثقة على المعالج).

### المتغيرات الثقافية
يهتم علماء النفس الاستشاريون بمدى ارتباط الثقافة بعملية التماس المساعدة وبالعملية الارشادية والنتائج، حيث تستكشف الدراسات الاستقصائية طبيعة الاستشارة عبر الثقافات، والمجموعات الإثنية المختلفة، ويمكن أن يكون نموذج الهوية العرقية لـ جانيت هيلمز مفيدا لفهم كيف يمكن أن تتأثر العلاقة الاستشارية وعملية تقديم المشورة بالهوية العرقية للعميل والمستشار، حيث تشير الأبحاث الحديثة إلى أن العملاء من ذوي البشرة السوداء معرضون لخطر العدوان المصغر العنصري من قبل المستشارين البيض.
قد تكون فعالية العمل مع العملاء من النساء والرجال مثليي الجنس مرتبطًا بالخصائص الديموغرافية للمعالجين، وجنسهم، ومدى تطويرهم للهوية الجنسية، وتوجههم الجنسي، وخبرتهم المهنية، وقد يكون العملاء ذوو الهويات الجنسية المتعددة مضطهدين ومعرضين بشكل خاص لخطر التعرض لمواقف غير فعالة مع المستشارين، لذا قد يحتاج المستشارون إلى اكتساب الخبرة في العمل مع العملاء الذين يكونون من ذوي الميول الجنسية المثلية والمتحولين جنسيًا ومزدوجي الميول الجنسية وغيرهم من المضطهدين.
يمكن للدور الاجتماعي لكل من المرأة والرجل أن يظهر بعض المشاكل أمام العميل والاستشاري، حيث ينشأ نتيجة الاستشارة النفسية بعض التحديات والتي تشمل مدى الوعي بالصورة النمطية والتحيزات حول هوية كل من الذكر والانثى وأدوارهم وسلوكياتهم كالتعبير العاطفي، لقد حددت جمعية علم النفس الأميركية معايير للكفاءة في العمل ضمن الثقافات المتعددة حيث أنه يجب أخذ الثقافة بعين الاعتبار عند ممارسة الاستشارة وأثناء إجراء الأبحاث.

### أخلاقيات العملية العلاجية
تختلف التصورات حول السلوكيات الأخلاقية بناءً على الموقع الجغرافي، إلا أن الأساسيات الأخلاقية متشابهة في جميع أنحاء العالم، وقد تم إنشاء معايير أخلاقية لمساعدة الاستشاريين والعملاء والمجتمع على تجنب احتمالية أو إمكانية حدوث أي ضرر، حيث لا يستطيع المستشارون مشاركة أي معلومات سرية يتم الحصول عليها من خلال عملية الاستشارة دون موافقة كتابية محددة من العميل أو الوصي القانوني عليه، باستثناء منع حدوث الخطر الوشيك والواضح على العميل أو الآخرين، أو عند طلب ذلك بموجب أمر محكمة.
لمهنية الاستشاريين النفسيين معايير عالية جدا وذلك بسبب حساسية العلاقة العلاجية التي تربطهم بالعميل، حيث أنه لا يجب على الاستشاريين تجنب العلاقة الأخوية مع عملائهم وحسب، وإنما تجنب العلاقات المزدوجة، وعدم الانخراط معهم في علاقات جنسية، كما يجب عليهم تجنب تلقي الهدايا أو الخدمات أو المقايضة مقابل العلاج.

### قياس النتائج
يمكن أن تلقي مقاييس نتائج الاستشارة نظرة عامة على الأعراض أو أعراض اضطراب معين، أو أن تقيس النتائج الإيجابية كالرفاهية النفسية أو جودة الحياة، هنالك عدة أمثلة على هذه المقاييس، مثل (مقياس الأسئلة ال45) هو مقياس ذاتي للضغط النفسي مكون من 45 بند،  ومقياس بيك للاكتئاب، ومقياس جودة الحياة المكون من 17 بند يقيس مدى الرضا عن الحياة الذاتية.

### نظريات أبحاث العمليات والنتائج
تستخدم الأبحاث حول عملية الاستشارة والنتائج مجموعة متنوعة من منهجيات البحث للإجابة على أسئلة حول ما إذا كان تقديم المشورة يعمل وكيف ولماذا. تشمل منهجيات البحث الكمية، الاختبارات السريرية والدراسات الترابطية على مدار العملية الاستشارية، أو دراسات مخبرية حول عملية استشارة محددة ومتغيرات نتائجها. أما مناهج البحث النوعية فتتضمن إجراء المقابلات ونقلها وترميزها أي نسخ وترميز الجلسات العلاجية، أو التحليل الدقيق لكل الجلسات العلاجية على حدى أو لحالات علاجية كاملة.

## التدريب والإشراف

### عمليات التدريب الاحترافية
يتم التدريب على الاستشارة النفسية ضمن برامج الدراسات العليا التي تمنح غالبا الدكتوراه، ومعظم برامج الدكتوراه تستغرق من 5 إلى 6 سنوات لإكمالها، حيث يشمل برنامج الدراسات العليا في علم النفس الاستشاري دورات دراسية في علم النفس العام والإحصاء، وممارسة الإرشاد، والبحوث،  ويجب على الطلاب إكمال أطروحة أصلية في نهاية تدريبهم ضمن الدراسات العليا، يجب عليهم أيضا إكمال التدريب بدوام كامل لمدة عام واحد في موقع معتمد للاستشارة قبل الحصول على الدكتوراه، ويجب أن يحصل أخصائيو الإرشاد النفسي على الخبرة السريرية تحت الإشراف، وأن يجتازوا امتحانًا موحدًا وذلك من أجل الحصول على ترخيص للممارسة.

### نماذج التدريب والبحث
يتضمن علم النفس الاستشاري الدراسة النظرية، والتطبيق للاستشارة، بالإضافة إلى الإشراف. يتحقق الباحثون ضمن علم نفس الاستشارة فيما إذا كان التدريب والإشراف فعالين، ويشرفون كممارسين على مجوعة متنوعة من الاستشاريين. يميل تدريب الاستشارة لأن يطبق ضمن فصول دراسية رسمية وبرامج تدريبية، وقد ينطوي جزء من تدريب الاستشارة على تقديم المشورة لعملاء تحت إشراف طبيب مرخص، ويمكن أن يحدث الإشراف أيضًا بين الأطباء المرخصين كطريقة لتحسين جودة العمل وكفاءته لدى هؤلاء الأطباء أثناء تعاملهم مع أنواع مختلفة من العملاء.

### نماذج الإشراف والبحث
مثلما يوجد نماذج تفاعل بين العملاء والمعالجين، هناك أيضًا نماذج للتفاعل بين المعالجين والمشرفين عليهم. اقترح إدوارد بوردان نموذجاً «لتحالف العمل» وهو شبيه بنموذج تحالف العمل العلاجي. يأخذ نموذج «التطوير المتكامل» بعين الاعتبار مستوى دافعية العميل، ومدى قلقه، واستقلاليته، ووعيه الذاتي وغيره. أما منهج «مقاربة الأنظمة للإشراف» يرى العلاقة بين المشرف والإشراف على أنها الأكثر أهمية، بالإضافة إلى الخصائص الشخصية للمشرف، والعملاء، وإعدادات التدريب، وكذلك مهام ووظائف الإشراف. بينما يركز نموذج «الأحداث المهمة في الإشراف» على اللحظات الهامة التي تحدث بين المشرف والمشرف عليه.
يمكن أن تنشأ مشاكل في الإشراف والتدريب حيث يتحمل المشرفين المسؤولية عن الممارسات الخاطئة. أيضًا، هنالك تساؤلات حول حاجة المشرف إلى تدريب رسمي ليكون مشرفًا كفؤًا، حيث تشير الأبحاث الحديثة إلى أن العلاقات المتعارضة والمتعددة يمكن أن تحدث بين المشرفين والعملاء ، مثل علاقة العميل، والمشرف، والمشرف السريري، فمثلا يشير حدوث العدوان الجزئي العنصري ضد العملاء السود  إلى مشاكل محتملة في التحيز العنصري في الإشراف، وبشكل عام يمكن أن تنشأ النزاعات بين الاستشاري والمشرف الخاص به عندما يظهر المشرفون عدم الاحترام، ونقص الدعم، واللوم.

## التطوير المهني والإرشاد الوظيفي

### النظريات المهنية
يوجد عدة أنواع من النظريات حول الاختيار المهني والتنمية المهنية، تشمل هذه الأنواع «نظريات السمات والعوامل»، و«النظريات المعرفية الاجتماعية»، و«النظريات التنموية». يوجد مثالان على نظرية السمات والعوامل، والمعروفة أيضًا باسم «تناسب الشخص والبيئة»، وهما نظرية هولاند و نظرية تعديل العمل.
افترض جون هولاند وجدود ستة أنواع من اهتمامات الشخصية المهنية وستة أنواع من بيئة العمل: واقعية، وتحقيقية، وفنية، واجتماعية، ومغرية، وتقليدية، وعندما تتطابق الاهتمامات المهنية للشخص مع نوع بيئة عمله، يعتبر هذا انسجام، ويتنبأ الانسجام بالوظيفة والاختصاص الجامعي.
تفترض نظرية تعديل العمل، كما طورها رينيه دويس ولويد لوفكويست،  إن التطابق بين احتياجات العامل والنظم المعززة يتنبأ بالرضا الوظيفي، والتطابق بين مهارات العامل ومتطلبات الوظيفة يتنبأ بالرضا الوظيفي أيضا، بحيث يحدد الرضا الوظيفي والشخصي معاً مدة البقاء في العمل، وعندما يكون هناك اختلاف بين احتياجات أو مهارات العامل واحتياجات أو مهارات الوظيفة، عندها يجب أن يحدث التغيير سواء في العامل أو في بيئة العمل.
تم اقتراح نظرية المهنة المعرفية الاجتماعية من قبل روبرت د. لنت وستيفن د. براون وجيل هاكيت، حيث تأخذ النظرية أعمال ألبرت باندورا حول الفعالية الذاتية وتوسعها لتشمل تنمية الاهتمامات وصناعة الاختيار والأداء، وتشمل متغيرات الشخص في هذه النظرية معتقدات الكفاءة الذاتية، وتوقعات النتائج، والأهداف الشخصية، ويتضمن النموذج أيضًا خصائص الشخص الديموغرافية وقدرته وقيمه وبيئته، بحيث تؤثر «توقعات الفعالية والنتائج» في تنمية الاهتمامات، والتي تؤثر بدورها على اختيار الأهداف وبالتالي على الأفعال، ويؤثر «الدعم البيئي» والمعوقات أيضا على الأفعال والأهداف، تقود الأفعال إلى الفاعلية وخيارات أكثر استقرارا في المستقبل.

### المشورة المهنية
تشمل المشورة المهنية توفير المعلومات المهنية، ومهارات النمذجة، والتدريبات، واستكشاف الأهداف والخطط المهنية. كما يمكن أن تستفيد المشورة المهنية من تقييم الاهتمامات المهنية، مثل مؤشر النمط لمايرز بريجز، والذي يعتمد على نظرية كارل يونغ للنوع النفسي، أو مؤشر الاهتمام الحاد، الذي يستخدم نظرية هولاند، حيث أنه يتم تقييم المهارات والقدرات والقيم بشكل شائع في الاستشارة المهنية.

## الصحف المتخصصة
في الولايات المتحدة، تعتبر المجلات العلمية الرائدة في هذه المهنة هي مجلة علم النفس الاستشارى  والاستشاري النفسي. 
في أستراليا، يتم نشر مقالات الاستشارة النفسية في قسم علم النفس الاستشاري في مجلة الأخصائي النفسي الأسترالي.
في أوروبا، تشمل المجلات العلمية للمهنة: المجلة الأوروبية لعلم النفس الاستشاري (تحت رعاية الرابطة الأوروبية لعلم النفس الاستشاري)  ، ومراجعة علم النفس الاستشاري (تحت رعاية جمعية علم النفس البريطانية). علم النفس الاستشاري الفصلي هو منشور دولي متعدد التخصصات من روتليدج (جزء من مجموعة تايلور وفرانسيس).